# Dolby 3D

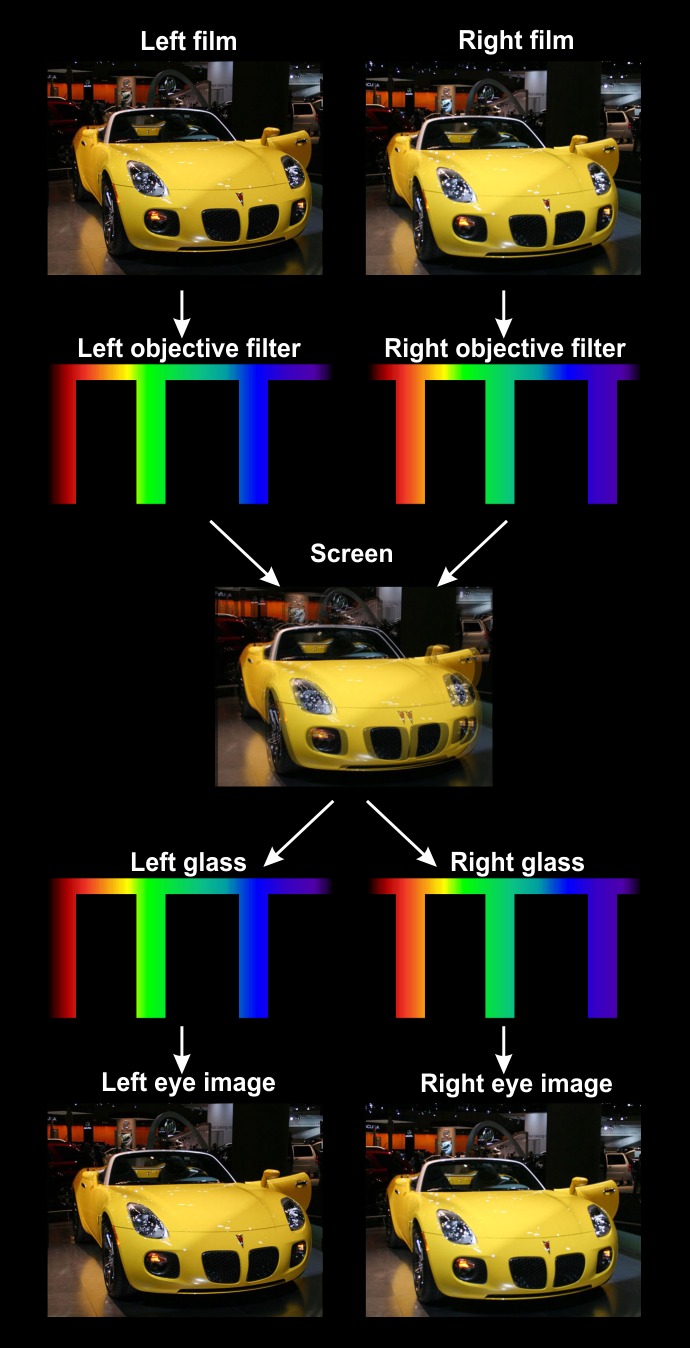
Принцип работы

Dolby 3D (ранее известная как Dolby Digital Cinema 3D) — торговая марка Dolby Laboratories, Inc. для показа трёхмерного кино в цифровых кинотеатрах. Главное преимущество перед конкурирующими системами с пассивными поляризационными очками — в том, что для показа подойдёт обычный экран, — это может уменьшить стоимость расходов на перевод кинотеатра в формат цифрового 3D. Однако, на практике этого не происходит. Для получения нормированной яркости требуется применение более мощных, и, соответственно, более дорогих проекторов, чтобы компенсировать большие потери света в системе.

## Технология
Цифровой кинопроектор, используемый для такой технологии, пригоден как для «плоского» показа 2D, так и для объёмного 3D. Для 3D показа стандартный обтюратор с тремя цветными светофильтрами красного, зелёного и синего цветов аддитивного цветового синтеза, заменяется другим, с тремя дополнительными светофильтрами тех же основных цветов, но имеющими другой спектральный диапазон пропускания. Всего такой обтюратор оснащён шестью светофильтрами, перекрывая свет лампы с удвоенной частотой. Таким образом, за время проекции одного «плоского» кадра проектор успевает показать обе части стереопары, каждую часть через «свою» группу цветных светофильтров, спектральный диапазон пропускания которых смещён друг относительно друга, но в сумме даёт обычную цветопередачу. Очки, выдаваемые зрителям, также оснащены светофильтрами, пропускающими узкие спектральные полосы основных цветов, причём фильтры для разных глаз имеют разные полосы пропускания для красного, зелёного и синего цветов, создавая при этом одинаковое зрительное ощущение от цветного изображения за обоими стёклами.
Такая технология создания стереоэффекта называется «визуализация через волновое умножение» или технология интерферентной фильтрации и лицензирована Dolby у немецкой компании Infitec GmbH (сокращение от нем. Interferenzfiltertechnik).

## Технические подробности
Весь визуальный спектр может восприниматься человеком через сочетание красного, зелёного и синего цветов (RGB)
В фильтрующем диске есть сегменты, которые фильтруют свет проектора на красный, зелёный и синий цвет разных длин волн для каждой части стереопары. При этом красный цвет определённой частоты видит левый глаз, а красный цвет другой частоты — правый (каждый глаз видит красный своего цвета). То же самое верно для зелёного и синего.
Разница в цветовом восприятии для левого и правого глаза корректируется дополнительными фильтрами очков. Такие очки стоят дешевле, чем активные затворные и не требуют управляющего сигнала для синхронизации с кинопроектором.

## Цена
Цена проектора Dolby Digital Cinema 3D составляет от 300 до 500 долларов.